# Michael Menke-Peitzmeyer
Michael Menke-Peitzmeyer (* 9. Dezember 1964 in Anröchte) ist ein römisch-katholischer Theologe und Priester. Er ist Regens des Priesterseminars und Leiter der Priesterfortbildung im Erzbistum Paderborn.

## Leben
Nach dem Studium in Paderborn und am Collegium Germanicum et Hungaricum in Rom wurde er 1990 dort zum Priester geweiht. Im Heimatbistum wirkte er als Seelsorger in St. Johannes Baptist (Beverungen) (1991–1994) und – neben seinem Promotionsstudium – bis 1997 als Aushilfsseelsorger in St. Johannes Baptist (Rheda). Von 1997 bis 1999 war er Subsidiar in St. Bruder Konrad (Gütersloh-Spexard), anschließend Pfarradministrator in St. Marien (Neuenbeken) und bis 2002 zusätzlich in Paderborn-Benhausen.
Im Jahr 2000 promovierte er an der Theologischen Fakultät der Universität Münster bei Thomas Pröpper im Fach Dogmatik mit einer Arbeit über das Selbstoffenbarungskonzept Karl Barths. Erzbischof Hans-Josef Becker berief ihn 2003 zu seinem Persönlichen Referenten und Geheimsekretär. Im gleichen Jahr wurde er zum Domvikar ernannt. Seit 2004 ist er Subsidiar im Pastoralverbund Paderborn-Süd-Ost-Dahl. Papst Benedikt XVI. ernannte ihn 2005 zum Päpstlichen Ehrenkaplan (Monsignore). 2011 wurde er zum Beauftragten für die Priesterfortbildung im Erzbistum Paderborn und im August 2012 zum Honorarprofessor für Theologie in Seelsorge und Verkündigung am Priesterseminar ernannt. Im August 2013 wurde ihm zusätzlich das Amt des Regens und damit die Leitung des Priesterseminars und Collegium Leoninum übertragen. Erzbischof Hans-Josef Becker ernannte ihn im Oktober 2013 zum Wirklichen Geistlichen Rat und im Dezember 2013, mit Wirkung zum 1. Januar 2014, zum Domkapitular.
Sein Bruder ist der Dramatiker und Schauspieler Jörg Menke-Peitzmeyer.

## Ehrungen
- Päpstlicher Ehrenkaplan (2005)
- Honorarprofessor (2012)
- Wirklicher Geistlicher Rat (2013)[1]
- Domkapitular (2014)[2]

## Werke
- Subjektivität und Selbstinterpretation des dreifaltigen Gottes. Eine Studie zur Genese und Explikation des Paradigmas 'Selbstoffenbarung Gottes' in der Theologie Karl Barths. (Münsterische Beiträge zur Theologie 60). ISBN 3-402039-66-4
- Menke-Peitzmeyer, Michael: Unterwegs zur theologischen Persönlichkeit. Ein Plädoyer für die Stärkung des Theologischen Grundkurses. In: Rüdiger Althaus und Klaus Lüdicke: Saluti hominum providendo – Festschrift für Offizial und Dompropst Dr. Wilhelm Hentze. Beiheft 51 zum Münsterischen Kommentar zum Codex Iuris Canonici, Münster (2008) ISBN 978-3-87497-265-9